# HELLS ANGELS
『HELLS ANGELS』（ヘルズエンジェルス）は、ヒロモト森一による日本の漫画作品。『ウルトラジャンプ』（集英社）の2002年9月号から2004年5月号に連載されていた。

## あらすじ
天鐘りんねは転校初日に交差点で立ちすくんでいた猫の「69」を救った後にトラックに轢かれ交通事故に遭い昏睡状態となるが、気がつかないまま学校に登校。しかしその学校は地獄にあり、ヘルヴィス校長が治める三途ノ川学園だった。そこで彼女は異形のクラスメイトや、彼女と同じく、生きたまま地獄に来てしまったという血を流す人間の生徒会のメンバーに出会う。
次第にヘルヴィスと対立していき、生徒会長の九頭龍に唆され、ヘルヴィスの住む「ハートブレイクホテル」にあった封印を解いてしまう。そしてりんねは地獄のみならず現世にも関わる大きな渦に巻き込まれていく。

## 登場人物

### どぶねずみ組
主人公鈴音が地獄へ転生した際に三途ノ川学園で転入することになった、学園の異形の落ちこぼれクラス。転入して来て間も無い頃は鈴音に対して潜入感や敵意を丸出しにしキツく当たっていたが、時間が経つにつれ徐々に絆を深めてゆく。鈴音とスティーラ以外の七人は過去に地獄を司る悪魔として九頭と契約した七つの大罪の悪魔である事が物語後半で判明する。アベルの凶気の影響によりアベルの僕となってしまった。僕として扱われたものの、鈴音が現世へと戻る際には全員で大泣きしていたため友達として一認識していたようである。最終決戦時には九頭により力を暴走させられるが、スティーラが凶気を集めた際に全員の身体から凶気が抜かれ全員元の姿へと戻った。アニメ映画版では現世へ転生した七人の姿を見る事ができる。全体的に露出度が高い。デザインはResurrection of MONSTRESSのフィギュアが元になっている。
天鐘鈴音
声 - 福圓美里
ブルーの瞳とブルーのショートカットの髪を持つセーラー服姿の少女。物語中盤で担任教師に鞭で打たれて破れた箇所をスティーラが直した為、その後はパッチを当てたスタイルとなる。極めてポジティブで強い意志と正義感を持っているものの少々天然気味である。母子家庭で生まれ育っているため、母親をとても大事に想っている。転校初日に猫の「69」を救うが交通事故に遭ってしまい昏睡状態となる。が、気がつかないまま学校に登校を続けた。しかし辿り着いた学校は地獄に所在地を置くヘルヴィス校長が治める三途ノ川学園だった。そこで彼女は異形のクラスメイトや、彼女と同じく生きたまま地獄に来てしまったという生徒会のメンバーに出会う。球技大会の優勝の景品であった願い事としてヘルヴィスに、「生き返らせてママに合わせて」と頼むも「現実逃避」と罵られ却下されてしまった。物語中盤ヘルヴィスと対立し、生徒会長の九頭龍に利用されヘルヴィスの住む「ハートブレイクホテル」にあった封印を解いてしまう。その結果アベル（九頭）の「凶気」を開放してしまい、地獄のみならず現世にも関わる大きな渦に巻き込まれる。その正体は始まりの人間イブの転生した姿である事が物語後半で判明する。その後味方が一時いなくなった事や、実の母が地獄へと転生し「無」へ吸収されてしまった事で絶望の淵に立たされるが、フーやマリオの助けもあり何とか持ち直す。自らスティーラの「無」の中へ侵入、「無」を埋め立てる事に成功した。現世へ戻れると言う強い意志と信じる気持ちで現世へ戻る三途ノ川を地獄に出現させ地獄の民達を救い自身も現世へと舞い戻り、日常生活を取り戻した。しかし、その際地獄での記憶は失われてしまったものの、ヘルヴィスの言う通り心の底には残っている模様。ママから送られた言葉、「元気があれば、何でもできる!!」を信条としている。
スティーラ
声 - 沢城みゆき
どぶねずみ組に所属している女子生徒。服や身体等全身がフランケンシュタインのようにポッカリ穴の開いた胸に継ぎ接ぎ塗れで、更には教室の自らの机や椅子、寮の部屋や鞄まで継ぎ接ぎ塗れになっている。腐乱犬が唯一懐いていた人物でもある。性格はとても大人しく恐ろしいまでに無口で、それまでクラスメイトであったキキまで球技大会まで喋っている所を見た事が無かったという。その性格からクラスメイトであるキキとウルフィを始めとするクラスメイト達にいじめを受けていた。天鐘りんねの優しさに触れた際に腐乱犬をキキにいたぶられた事で覚醒し本来の姿を表しキキを戦慄させ、戦意喪失へと追い込んだ。以後キキは姿を見る度に怯える様な態度をとっている。その後徐々にスカートを縫うなど鈴音に対して好意を感じさせる行動を取る様になり、球技大会ではボロボロになったら鈴音を心配しその手がボールに当たり逆転勝利になるという間接的な勝因を作った。球技大会後に医務室で九頭が負傷した鈴音の治療をする為寄り添っていたのを目撃した際には、壁を引っ掻き嫉妬心を静かに覗かせていた。その正体は九頭龍に作られた人形である事が物語中盤に判明し、欠けた部分に嵌った心臓はスティーラの「無」の力を覚醒させ、彼女に取りこまれた物は無に帰するという能力を、意思とは無関係に発揮するようになる。その後鈴音がスティーラの「無」の中へ侵入し、「無」を埋めた為に以後感情を持ち、表情も変化する様になった。九頭に連れて行かれそうになった際も反論を述べている（アニメ映画版では大幅にカットされている）。物語終盤には凶気を纏め、地獄を救ったが、自らは巨大な大木に埋れてしまった。彼女の転生した姿と思われる少女が鈴音の前に現れた。球技大会優勝時の願い事は無であった。
キキ
声 - 小清水亜美
どぶねずみ組に所属する子供の様な高い声と体の女子生徒。ボサボサな赤毛のショートヘアに真っ白な肌、ホウキを持ち派手なビキニに紫色のケープ、目玉が左右に浮遊しているボロボロの帽子を被り腰小物を付けるというまるで露出度の高い魔女の様な独特なファッションをしている。どぶねずみ組で最も背が低く小柄。臆病で薄情な部分がある反面、人懐っこく、仲間想いな性格。黒板消しを使った悪戯が好きで、命中すると嬉しそうに喜ぶ。ウルフィと仲が良く、同じ寮の部屋で生活を共にしている。数人でクラスメイトのスティーラを虐めていたが、腐乱犬をいたぶった事で覚醒したスティーラの真の姿を目の当たりに震え上がり言葉を失った。球技大会優勝の褒美である願い事として、古い箒をまっさらなデッキブラシへと変えてもらった。クラスで唯一九頭に対して興味の無い様子であった。以降スティーラの姿を見る度に怯えるようになり、物語中盤でスティーラが天国の門に拘束され皆が助けようとしていた際も何処か嬉しそうだった。 序盤は鈴音にも高圧的に当たっていたが徐々に打ち解け絆を深め友達として接する様になった。物語後半にアベルとしての正体を現した九頭龍に僕として従えられた。その正体は過去にアベルと契約を結んだ七つの大罪の悪魔の一人であった。物語終盤では地獄の民達の反応に焦りを見せる場面もあった。最終決戦時には「力」を食わされ腹部が大きく膨れ上がり暴走。暴食を象徴するかのような肥え太った巨大なベルゼブブの様な怪物に変化を遂げ、不安と恐怖に体を支配され九頭や地獄の民達に襲い掛かった。スティーラに身体から凶気を抜かれた為、元の姿へと戻った。その後も三途ノ川学園に残っているが、アニメ映画版では現世へ転生した姿を見る事ができる為卒業式したと思われる。
ファントマ
声 - 鹿野優以
どぶねずみ組に所属している女子生徒。頭部に破損したファントムマスクのような物を被り、胸に装甲の様な物をつけたボンデージスーツ姿の美女。赤毛でショートカットで長身。生徒会長である九頭龍に懸想している。鈴音が初めて転校してきた際は無関心な態度で接していたが、鈴音と九頭の接触が多い事に気付き始めてからは嫉妬心から鈴音にボディーブローを入れるなど高圧的な態度を取るようになった。鈴音を餓鬼呼ばわりしていたものの、ファントマ自身の年齢は不明である。球技大会には冷やかしとの理由で参加したが、優勝者は夢が叶えられるとキキから知らされた事から積極的になりチームの優勝に大きく貢献した。優勝後は夢であった九頭とのデートが叶ったが、直ぐに離されてしまった。しかし、球技大会後に球技大会が楽しかったと語りめげなかった鈴音を評価する等楽観的に物事を捉えていた。その際自分達の正体を鈴音に打ち明けようとも発言していたが、間に合う事は無かった。スティーラがツタに拘束されていた際も率先して救出しようとしていた。前世では一人の男性に想いを寄せる少女であったが、親友と想いが重なっている事に気が付き身を引いた。しかし、その親友の疑心から浮気を疑われ殺害されてしまった。その為、地獄では九頭に一途に尽くす事を決意している。物語中盤にアベルの僕とされた際にはアベル達の立て篭もる砦の門で巨大なロボットの様な悪魔（後にマリオにより破壊される）鈴音を出迎えたが、フーに背後から拘束されていた。 過去にアベルの僕として七つの大罪の悪魔と契約しており、最終決戦時にアベルにより力を引き出され巨大化しマモンの様な異形となった。転生後は素顔を見る事ができ、九頭の恋人となっている。
ウルフィ
声 - 松岡由貴
どぶねずみ組に所属している異形の女子生徒。身体が大きく腹部や顔を除く全身が青い毛皮で覆われており、首にチョーカー、前髪をバンドで括っているなどまるで狼男の様な獣人。黒いズボンを履いており上半身裸で乳首は毛で覆われている。怒ると獣化する。関西弁を話し、物事を隠さずに言うタイプである。キキと仲が良く、怯えたり変に気を遣う彼女の様子の異変にいち早く気付いた他、球技大会優勝時には抱き合い悦びを分かち合っていた。寮では同じ部屋で生活を共にしている。球技大会への参加は消極的だったが、ファントマ、クロノラと共に参加した。優勝した際にはギターを手に入れた。物語後半にはアベルと契約を交わした七つの大罪の悪魔である事が判明し、彼の僕となってしまう。力を引き出された際には巨大なベルフェゴールの異形へと姿を変える。映画版では転生後の姿を見る事が出来る。
キュリア
声 - 井ノ上奈々
どぶねずみ組に所属している異形の女子生徒。色白で赤い露出度の高いドレスとヒールを身にまとっており、胸には十字架のネックレスを付けている。赤髪で唇からは牙を覗かせ、肩からはトゲの様な物が生えており背中からは大きな赤い翼が生えておりまるで吸血鬼の様な風貌をしている。転校初日に鈴音が出血しているのを目の当たりにしても、クラスで唯一冷静な反応をしていた。球技大会で優勝した際にはより吸血鬼らしい風貌となる。
マミーラ
声 - 渡辺明乃

ギリエラ
声 - 佐藤利奈

クロノラ
声 - 浅川悠

### 三途ノ川学園生徒会
鈴音と同じ間違って地獄へ連れて来られたとされていた人間4人。序盤では全員鈴音に真実を話すなど親身に対応したものの、物語中盤以降には鈴音を含む他の人間は九頭に利用されていたと判明。ルカとレイは途中「凶気」に吸収されてしまうが、最後には全員救出された。
九頭龍
声 - 岸尾だいすけ

マリオ
声 - 木内秀信

ルカ
声 - 渡辺明乃

神楽坂レイ
声 - 稲村優奈
　　

### 三途ノ川学園の関係者
三途ノ川学園に所属、勤務する地獄の民達。あらゆる形で鈴音に接触する。
ヘルヴィス
声 - 立木文彦

パンダーズ団長
声 - 檜山修之

バレー部キャプテン
声 - 本田貴子

寮母
声 - 野沢雅子

門番女
声 - 小林ゆう

門番男
声 - 安元洋貴

担任
声 - 腹筋善之介

HEBO審判
声 - 藤原啓治

### その他
フー
声 - 藤原啓治

りんねの母
声 - 朴璐美

神サマ
声 - チョー

69
声 - チョー

腐乱犬
声 - 檜山修之

## 単行本
- 第1巻 2003年4月18日発売 ISBN 978-4088764382
- 第2巻 2003年10月17日発売 ISBN 978-4088765211
- 第3巻 2004年7月16日発売 ISBN 978-4088766331

## アニメ
2008年10月に開催された第21回東京国際映画祭（TIFF）公式上映作品。上映後しばらくはソフト化がされていなかったため、視聴は不可能であったが、2012年4月27日より日テレオンデマンドにて有料配信が開始された。また、同年8月3日にBlu-ray発売。
タイトルは、上映当時は原作と同じく『HELLS ANGELS』とされていたが、現在公式サイトでの表記は『HELLS』となっている。

### キャスト
- 天鐘鈴音 - 福圓美里
- りんねママ - 朴璐美
- 九頭龍 - 岸尾だいすけ
- マリオ - 木内秀信
- 神楽坂レイ - 稲村優奈
- スティーラ - 沢城みゆき
- ファントマ - 鹿野優以
- キキ - 小清水亜美
- ウルフィ - 松岡由貴
- クロノラ - 浅川悠
- キュリア - 井ノ上奈々
- ギリエラ - 佐藤利奈
- マミーラ／ルカ - 渡辺明乃
- 担任 - 腹筋善之介
- パンダーズ／腐乱犬 - 檜山修之
- EWキャプテン - 本田貴子
- 門番女 - 小林ゆう
- 門番男 - 安元洋貴
- ダメ天使 - 岡明子
- 生徒たち - 榊原仁、咲乃藍里、ささきのぞみ、島ゆうこ、庄子裕衣、山口清裕
- フー／HEBO審判 - 藤原啓治
- 神サマ／69 - チョー
- 寮母 - 野沢雅子
- ヘルヴィス - 立木文彦

### スタッフ
- 監督 - 山川吉樹
- 助監督 - 城所聖明
- 脚本 - 山川吉樹、ふでやすかずゆき
- キャラクターデザイン・作画監督 - 中澤一登
- 色彩設計 - 伊藤由紀子
- 美術監督 - 大野広司
- 撮影監督 - 森下成一、五十嵐慎一
- 編集 - 木村佳史子、神宮司由美、塚常真理子
- 音楽 - EDISON
- 音響監督 - たなかかずや
- 制作プロデューサー - 諸澤昌男、服部優太
- プロデューサー - 岡田浩行、安西崇、梶尾徹
- アニメーション制作 - マッドハウス
- 製作 - 「HELLS」製作委員会（マッドハウス、NIPPAN、Q-TEC）

### 主題歌・挿入歌
主題歌 「BREATHE AGAIN feat. Sphere」
作詞:JAMOSA LAN／Sphere / 作曲: JAMOSA LAN／COMPANY / サウンドプロデュース:THE COMPANY / 歌：JAMOSA
挿入歌 「ヘルヴィスヘルソング」
作詞:ヒロモト森一 / 作曲／編曲: 鳴瀬シュウヘイ / 音楽演出: 河野裕介 / 歌：ヘルヴィス (立木文彦)